# Szentistvánbaksa
Szentistvánbaksa is een plaats (község) en gemeente in het Hongaarse comitaat Borsod-Abaúj-Zemplén. Szentistvánbaksa telt 295 inwoners (2001).